# Кријумчарење
Кријумчарење (такође и шверц, од  , досл. црнило) је илегални превоз робе или људи, најчешће преко границе једне земље. Поред традиционалног кријумчарења робе ради остварења непријављеног профита и избегавања такси, данас је на делу кријумчарење људи, познато и као трговина људима или секс трафикинг, чије су жртве често радно способни мушкарци, жене и деца.
Постоје различите мотивације за шверц. То укључује учешће у илегалној трговини, као што је трговина дрогом, илегална трговина оружјем, проституција, трговина људима, киднаповање, трговина егзотичним дивљим животињама, крађе уметничких дела, пљачке, крађа аутомобила, илегална имиграција или илегална емиграција, утаја пореза, увоз/извоз ограничене робе, пружање контрабанда затвореницима или крађа предмета који се кријумчаре.

## Типови кријумчарења

### Роба
Кријумчарење узима маха када предузимљиви трговци покушавају да испуне потражњу за робом или услугом која је нелегална или високо опорезована. Као резултат тога, илегална трговина дрогом и кријумчарење оружја (илегална трговина оружјем), као и историјски основни елементи кријумчарења, алкохола (рума) и дувана, су широко распрострањени. Пошто се кријумчар суочава са значајним ризиком од грађанских и кривичних казни ако буде ухваћен са кријумчареном робом, кријумчари су у могућности да наметну значајну премију на цену кријумчарене робе. Сматра се да је профит укључен у шверц робе велики. Гвоздени закон прохибиције налаже да интензивнија успостава доводи до шверца алкохола и дроге већих размера.
Профит такође произилази из избегавања пореза или намета на увезену робу. На пример, шверцер би могао да купи велику количину цигарета на месту са ниским порезима и да их прокријумчари на место са вишим порезима, где се могу продати са много вишом маржом него што би иначе било могуће. Пријављено је да кријумчарење једног камиона цигарета унутар Сједињених Држава може довести до профита од 2 милиона америчких долара.

### Кријумчарење људи
У погледу кријумчарења људи, може се направити разлика између кријумчарења људи као услуге онима који желе да илегално мигрирају и недобровољне трговине људима. Верује се да је 90% људи који су илегално прешли границу између Мексика и Сједињених Држава платило кријумчару да их преведе.
Кријумчарење људи може се искористити за спасавање особе из опресивних околности. На пример, када су Јужне Сједињене Државе дозвољавале ропство, многи робови су прешли на север уз помоћ кријумчара. Слично томе, током Холокауста, Јевреји су бивали кријумчарени из Немачке од стране људи као што је Алгот Нишка.

### Трговина људима
Трговина људима — која се понекад назива људска трговина или, у случају сексуалних услуга, сексуална трговина — није исто што и кријумчарење људи. Кријумчар ће омогућити илегални улазак у земљу уз накнаду, а по доласку на одредиште, кријумчарено лице је слободно; жртва трговине људима је на неки начин принуђена. Жртве не пристају на трговину људима; они су преварени, намамљени лажним обећањима или приморани на то. Трговци људима користе тактике принуде, укључујући обману, превару, застрашивање, изолацију, физичке претње и употребу силе, дужничко ропство или чак принудно дрогирање да би контролисали своје жртве.
Док су већина жртава жене, а понекад и деца, друге жртве укључују мушкарце, жене и децу који су присиљени или преварени у физички или јефтин рад. Због незаконите природе трговине, тачан обим није познат. Извештај америчке владе објављен 2003. процењује да се сваке године 800.000-900.000 људи широм света тргује преко граница. Ова цифра не укључује оне којима се интерно тргује.

#### Трговина децом
Према студији аганције ACCESS-MENA у региону Блиског истока и Северне Африке 30% школске деце која живе у пограничним селима Јемена прокријумчарено је у Саудијску Арабију. Трговина децом се обично помиње као „превоз“. Кријумчарена деца су у опасности од сексуалног злостављања или чак убистава. Сиромаштво је један од разлога трговине децом, а нека деца бивају кријумчарена уз сагласност родитеља путем превозника. Чак 50 одсто кријумчарених су деца. На Филипинима се између 60.000 и 100.000 деце тргује да би радила у секс индустрији.